# Izoferulasav
Az izoferulasav a hidroxifahéjsavak közé tartozó szerves vegyület, a ferulasav izomerje.

## Előfordulása a természetben
Több más vegyülettel együtt megtalálható a Lobelia chinensisben.
Kína Henan tartományából származó propoliszban szinapinsavat, izoferulasavat, kávésavat és krizint találtak, ezek közül az első három vegyület antibakteriális hatású.

### Élelmiszerekben
A ferulasav előfordul az ananász húsában.

## Fordítás
Ez a szócikk részben vagy egészben  az   Isoferulic acid című angol Wikipédia-szócikk ezen változatának fordításán alapul.  Az eredeti cikk szerkesztőit annak laptörténete sorolja fel. Ez a jelzés csupán a megfogalmazás eredetét és a szerzői jogokat jelzi, nem szolgál a cikkben szereplő információk forrásmegjelöléseként.